# Jaroslav Moučka
Jaroslav Moučka, né à Studená le 9 novembre 1923 et mort à Prague le 26 décembre 2009 , est un acteur tchèque. Il a joué dans plus de 80 films entre 1954 et 2000.

## Biographie
Fils d'un vendeur ambulant et d'une couturière, Jaroslav Moučka naît le 9 novembre 1923 à Studená. Il travaille successivement comme fabricant de poêles, boulanger, libraire, serrurier, tourneur. Dès son plus jeune âge, cependant, il se consacre également au théâtre amateur. Il entame une carrière professionnelle à partir de 1945 au théâtre Horácké de Jihlava, puis travaille à Kladno en 1946-1947, à Olomouc en 1948, au Théâtre National de Prague en 1949-1950, au Théâtre des travailleurs de Zlín en 1950–1953.
À partir de 1953, il intègre la troupe du théâtre de Vinohrady, où il interprète 145 rôles jusqu'en 1994, l'année quand il met un terme à sa carrière théâtrale.
Il apparaît pour la première fois à l'écran en 1950 dans le film Le Cas du Dr Kováře sous la direction de Miloš Makovec. Il interprétera en tout environ soixante-dix rôles au cinéma, à la télévision et à la radio.Son dernier rôle est celui de grand-père dans le feuilleton télévisé La vie au château (Život na zámku) de Jaroslav Hanuš diffusé de 1995 à 2000.
L'opinion politique de Jaroslav Moučka se développe également au fil des ans - dans les années 1960, il prend le parti du Printemps de Prague et, pour protester contre l'occupation, va jusqu'à quitter le Parti communiste. Son frère Milan fut enquêteur de StB dans les années 1950, chargé entre autres de l"enquête dans le procès de Milada Horáková. Lorsque Jaroslav le découvre, il coupe les liens avec son frère. Lors de la normalisation, il reçoit donc moins d'opportunités d'acteur. En 1977, cependant, il rejoint de nouveau les rangs du parti et peu de temps après est récompensé par le titre d'artiste méritant et, surtout, par un rôle principal dans la série télévisée politique Okres na severu.
Jaroslav Moučka décède des suites d'une longue maladie à Prague le 26 décembre 2009.

## Filmographie
- 1954 : Botostroj
- 1956 : Zaostrit, prosím!
- 1960 : Darbuján a Pandrhola : Havír
- 1960 : Smyk : membre de VB
- 1961 : Cerná sobota
- 1961 : Nocni host
- 1961 : Kde reky mají slunce : Miller
- 1961 : Tazní ptáci : Pacalaj
- 1962 : Malý Bobes : Bezrucka
- 1962 : Dáblova past : Jakub
- 1962 : Cerná dynastie : Vasek
- 1963 : Lucie
- 1963 : Hlidac dynamitu
- 1963 : Tátova skola
- 1963 : Na lane : Trainman
- 1964 : Handlíri : Hrouda
- 1964 : Zacít znova : Lycko
- 1964 : Cesta hlubokým lesem : Havran
- 1964 : Bez svatozáre : Vasek
- 1964 : Komedie s Klikou : concierge
- 1965 : První den mého syna : Master (voix)
- 1966 : Hrdina má strach : Velda
- 1966 : Vrah skrývá tvár : Bures
- 1967 : Noc nevesty : Vitásek
- 1967 : Dívka s tremi velbloudy : père de Pepík
- 1967 : Marketa Lazarová de František Vláčil : Jan
- 1968 : Maratón : Policeman Kapista
- 1969 : Prehlídce velim já : Vanatko
- 1969 : Světáci : Hovorka
- 1970 : L'Oreille (Ucho) de Karel Kachyňa :
- 1970 : Panenství a kriminál : Eda Skutina
- 1970 : Odvázná slecna : Sejcek
- 1970 : Na kolejích ceká vrah : Loubal, agent de milice populaire
- 1970 : Dábelské líbánky : chef d'équipe
- 1971 : Svatby pana Voka : Chancelier
- 1971 : Jeden z nich je vrah : chef VB
- 1971 : 'Ctyri vrazdy stací, drahousku' : Tom
- 1972 : Vim, ze jsi vrah : ppor. Suchanek
- 1972 : Smrt cerného krále : Standa Kopecný
- 1972 : Poslední výstrel Davida Sandela : Prospector Joe (voix)
- 1972 : Die gestohlene Schlacht : Milos
- 1972 : Bitva o Hedviku : Knor
- 1973 : Smrt si vybírá : Vodicka
- 1973 : Tri chlapi na cestách : druzstevník Bohous Bobes
- 1974 : Zatykac na kralovnu : major Vrána
- 1974 : Muz z Londýna : Zeman
- 1974 : V kazdém pokoji zena : Vojta
- 1975 : Poslední ples na roznovske plovarne : Hajný
- 1975 : Prípad mrtvého muze : Mjr. Sojka
- 1976 : Bourlivé víno : Vilém Mlcoch
- 1976 : Cas lásky a nadeje : Dolejs
- 1976 : Odysseus a hvězdy : Drnák
- 1976 : Dobrý den, mesto : Mares
- 1977 : Strasení cmeláku : Fat Ghost Karel (voix)
- 1977 : Prípad mrtvých spoluzáku : Sojka
- 1977 : Parta hic : Kodet
- 1978 : Nie
- 1978 : L'Apprenti sorcier : sorcier (voix)
- 1980 : Poprask na silnici E 4 : chef VB
- 1980 : Pohádka o Honzíkovi a Marence : chevalier Matej Beran de Beranov (voix)
- 1982 : Sny o Zambezi : Navrátil
- 1984 : Tretí skoba pro kocoura : kpt. Hruska
- 1986 : Velká filmová loupez : Séf
- 1988 : Kdo ví, kdy zacne svítat
- 1993 : Svatba upíru : gérant d'hôtel
- 1999 : Z pekla štěstí : Grand-père